# Magherafelt (distrikt)
Magherafelt (iriska: Machaire Fíolta) var ett distrikt i Nordirland. Distriktet låg i den södra delen av grevskapet Londonderry och hade sitt namn efter huvudorten Magherafelt.
I samband med en distriktsreform i Nordirland 1 april 2015 slogs distrikten Cookstown, Dungannon and South Tyrone och Magherafelt samman till distriktet Mid Ulster. 